# فرج بسباس
فرج بسباس، رائد النسج الحريري العصري والصناعات التقليدية في تونس. ولد فرج بسباس بمدينة المنستير سنة 1892 وتوفي سنة 1966.

## حياته
زاول فرج بن محمد ابن الحاج محمد (بالفتح) بسباس تعليمه إلى أن أحرز شهادة التعليم الابتدائي سنة 1907 فاختار أن يتابع دراسته عبر تعلم صناعة نسج الحرير لأنه رأى أن هذه الصناعة منتشرة انتشارا كبيرا في المدن الساحلية وعلى الأخص في الوسط حيث توجد عدة أنول خشبية بمدينة قصر هلال وما جاورها كلمطة وصيادة وبوحجر وخنيس، إذ كانت مصنوعات هذه القرى كلها تقوم على الأساس التقليدي. لذا التحق بالمدرسة التقنية (Emile Loubet) الكائنة خارج باب العلوج من مدينة تونس العاصمة. لما أنهى تعليمه بهذه المدرسة أرسله والده إلى المعهد البلدي للنسيج بمدينة ليون بفرنسا حيث زاول تعليمه بهذا المعهد سنتي 1910 و1911.
إثر عودته للوطن عينته إدارة العلوم والمعارف والفنون والتي قامت مقامها كتابة الدولة للتربية القومية- مرشدا للنسيج بالمدرسة الفنية المشار إليها وذلك في سنة 1912.
باشر فرج بسباس هذه المهمة التي تسند لأول اختصاصي تونسي تخرج من معهد علمي من أشهر مدينة لصناعة المنسوجات الحريرية بفرنسا (مدينة ليون) وقد اتخذ أثناء مباشرته للتعليم فرصة انتشاب الحرب العالمية الأولى لتشجيع سكان مدن الساحل على إدخال أبنائهم إلى المدرسة الفنية لتطوير تلك الصناعة بعد تخرجهم.
على إثر أزمة صناعية حدثت بتونس بين سنة 1930 و1938 عرفت بأزمة الحرايرية حيث كسدت صناعتهم جراء إنشاء معمل الحرير الميكانيكي الذي أسسه (بريتوبون موسى) الذي كان يبيع منتوجه بثمن منخفض، سعى فرج بسباس مع بعض أصحاب الصناعات بتونس في تأسيس المركز الجهوي للفنون التقليدية كصناعة الزربية وغيرها واتخذوا مقرا له عرف (بدار المستيري) أسندت لفرج بسباس مهمة الإشراف الفني عليه يوم 1 فيفري 1938.
كان فرج بسباس بوصفه مشرفا ينتقل بين مختلف جهات الجمهورية كمدينة القيروان وجزيرة جربة وبنزرت وقفصة وقابس ووذرف لإرشاد المعلمين والمعلمات إلى أن تمت تسميته سنة 1941 مديرا للمركز الجهوي بمدينة سوسة التي كانت عاصمة الساحل الصناعية وقد تخرجت على يديه أجيال من مهرة أصحاب الصناعات. وقد ساهم بسباس في إنشاء الديوان القومي للصناعات التقليدية وهو من واضعي أسسه.
قلده الرئيس الحبيب بورقيبة وسام الجمهورية في غرة يونيو (جوان) 1965 تقديرا لخدماته للوطن طيلة أيام حياته التي انتهت يوم 18 (يوليو) جويلية 1966.

## المؤلفات
مقال بعنوان «نسج الحرير بتونس»: مساهمة لدراسة الصناعات التقليدية التونسية: نشرية معهد الآداب العربية سنة 1953 عدد 64